# Reiya Morishita
Reiya Morishita (japanisch 森下 怜哉 Morishita Reiya; * 1. November 1998 in Kawachinagano) ist ein japanischer Fußballspieler.

## Karriere
Morishita erlernte das Fußballspielen in der Jugendmannschaft von Cerezo Osaka. Hier unterschrieb er 2017 auch seinen ersten Profivertrag. Der Verein aus Osaka spielte in der höchsten Liga des Landes, der J1 League. 2019 wurde er an den Zweitligisten Tochigi SC ausgeliehen. Für den Verein aus Utsunomiya absolvierte er 27 Ligaspiele. Die Saison 2020 spielte er auf Leihbasis beim Zweitligisten Matsumoto Yamaga FC in Matsumoto. Hier kam er auf 15 Einsätze. Der FC Machida Zelvia, ein Zweitligist aus Machida, lieh ihn die Saison 2021 aus. Für Machida absolvierte er zwölf Ligaspiele. Nach Vertragsende in Osaka wechselte er am 1. Februar 2022 nach Matsuyama zum Drittligisten Ehime FC. Am Ende der Saison 2023 feierte er mit Ehime die Drittligameisterschaft und den Aufstieg in die zweite Liga. Nach insgesamt 87 Ligaspielen wechselte er im Januar 2025 zum Erstligaabsteiger Sagan Tosu.

## Erfolge
Ehime FC
- Japanischer Drittligameister: 2023  ▲